# Pico (mitología)

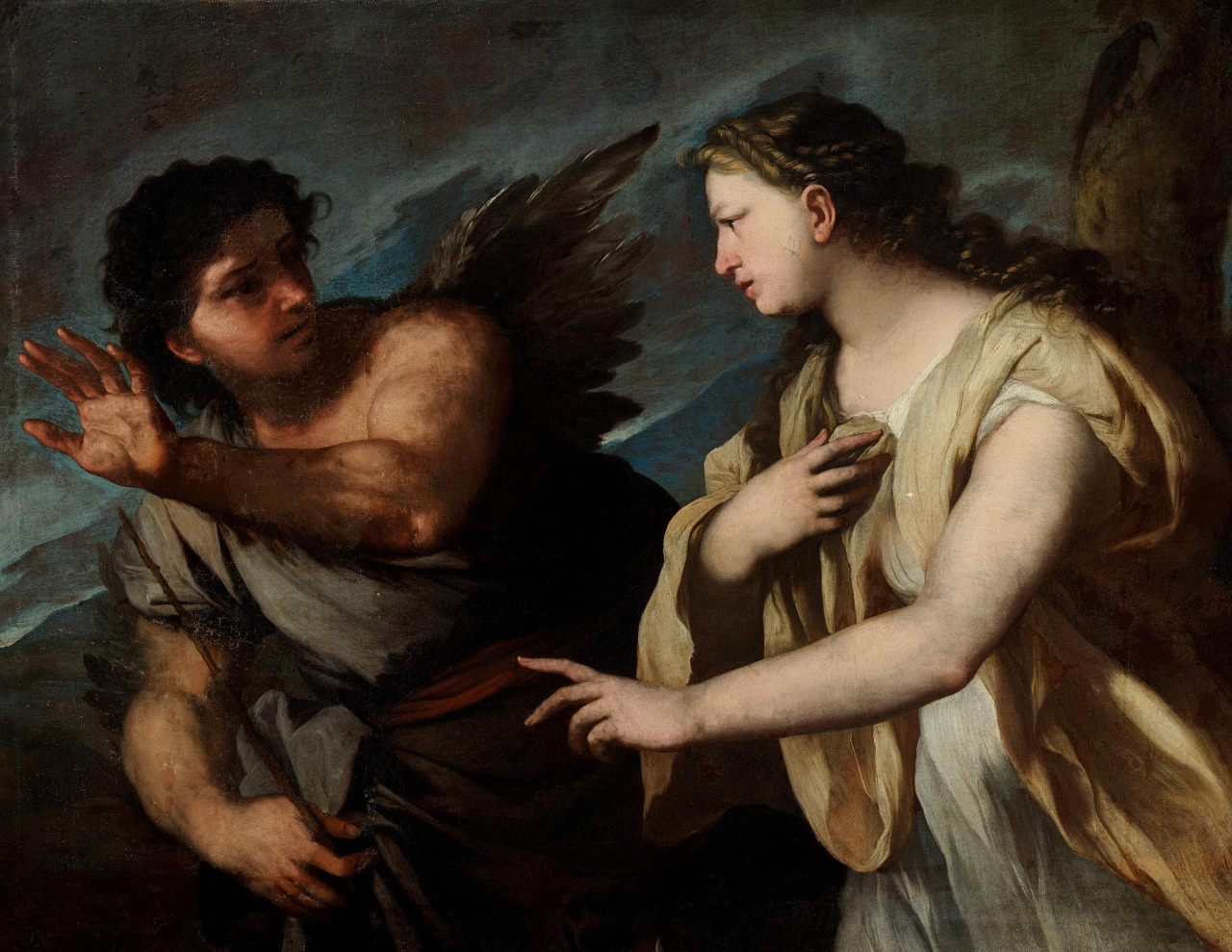
Pico y Circe, por Luca Giordano.

Pico (del griego antiguo Πἳκος Pikos) era, en la mitología romana, una divinidad profética, descrito como hijo de Saturno o de Esterces o Estérculo, nombre que evoca el «estiércol», esposo de la ninfa Canente y padre de Fauno. Reinaba sobre los aborígenes, los primeros habitantes del país. En algunas tradiciones se le consideraba un antiquísimo rey del Lacio, pues su hijo Fauno fue padre de Latino, el rey de los laurentinos contra quienes lucharon Eneas y los troyanos, y a quien luego se unieron.
Fue un famoso adivino y augur, y, como hacía uso en estos menesteres de un picus (‘pájaro carpintero’), recibía también este nombre él mismo. Se le representaba de forma ruda y primitiva como un pilar de madera con un pájaro carpintero sobre él, y más tarde como un hombre joven con un pájaro carpintero sobre la cabeza. Toda la leyenda de Pico está basada en la noción de que el pájaro carpintero es un pájaro profético, consagrado a Marte. Se decía que Pomona estaba enamorada de él, y que cuando no correspondió al amor que Circe le profesaba, ésta lo transformó en un pájaro carpintero, que sin embargo retuvo los poderes proféticos que había poseído como hombre.  Otros dicen que Deucalión era hijo de Helén y este de Pico y además reportó testimonios del diluvio.

## Versión de Juan Malalas
Cronos tuvo un hijo llamado Pico que fue llamado Zeus [Júpiter] por el nombre del planeta. Cronos tuvo otro hijo llamado Nino y una y una hija llamada Hera. Pico-Zeus tomó a su propia hermana Hera como esposa, a la que algunos llaman Ziguia («del yugo») o Némesis, ya que se complacen con ella como buena y deseosa de todas las cosas justas. De ella Pico tuvo un hijo al que llamó Belo («flecha»), porque el niño era muy agudo. Siendo el antepasado de Cronos dejó a su hijo Pico en Asiria y a su propia esposa Rea-Semíramis con Pico-Zeus, su hijo. Tomando un gran acompañamiento, una multitud de hombres valientes, se dirigió hacia el oeste, que estaba sin rey y no controlada por algún comandante, y controló las partes occidentales, mientras desaparecía de Asiria. Después de que Pico-Zeus hubiera sido rey de Asiria durante treinta años, dejó a su madre y a Hera, su hermana y esposa, e hizo a su hijo Belo rey de Asiria. Se alejó hacia el oeste en dirección a su padre Cronos. Belo fue rey de los asirios durante dos años y murió, y los persas lo deificaron. Cronos vio a su hijo Pico-Zeus viniendo hacia él por el oeste y le cedió el reino del oeste, ya que Cronos estaba débil y tenía dificultades. Pico-Zeus fue rey de occidente, es decir, de Italia, otros sesenta y dos años. Después de Belo, Nino, el otro hijo de Cronos, fue rey de Asiria. Tomó a su madre Semíramis como esposa, de donde es costumbre para los persas casarse con sus propias madres y hermanas. Por esta razón, Pico-Zeus también tomó a su hermana Hera como su esposa, como el más sabio Homero expone de la siguiente manera: «Hera, a la que se dirigió, su hermana y compañera de cama». Luego Cronos murió. El hermano de Nino, Pico-Zeus siguió reinando sobre Italia. En aquellos años no había ni ciudad ni gobierno en el oeste, sino que toda aquella tierra estaba simplemente ocupada por los de la tribu de Jafet (Jápeto), que se habían trasladado allí. Pico-Zeus vivió ciento veinte años, controlando el oeste y siendo rey sobre él. Tuvo muchos hijos e hijas de las mujeres hermosas (las seducía, pues era un místico que hacía diversas apariciones y las sobrecogía). Estas mujeres que se dejaban embaucar por él lo tenían por un dios, pues con engaños les mostraba apariciones. Pico-Zeus tuvo un hijo llamado Fauno, al que llamó Hermes del nombre del planeta [Mercurio]. Cuando estaba a punto de morir Pico-Zeus ordenó que sus restos fueran enterrados en la isla de Creta. Sus hijos le construyeron un templo y lo pusieron en Creta en una tumba, que estaba en la isla de Creta y allí yace hasta el día de hoy, con la inscripción: «Aquí yace, habiendo muerto, Pico-Zeus a quien también llaman Día». El sabio cronista Diodoro escribió sobre él, diciendo en su exposición concerniente a los dioses, que Zeus, hijo de Cronos, yace en Creta.
En esta versión se combina el evemerismo con la astrolatría (culto a los astros), debido a que los personajes, si bien poseen gran longevidad, sabiduría y poder, son mortales, tomando sus nombres de los dioses-planetas. Se convierten ellos mismos en dioses una vez fallecidos, excepto Fauno-Hermes, que es deificado en vida durante su reinado en Egipto.